# Olive
Az Olive egy ingyenes és nyílt forráskódú videoszerkesztő program, mely Linux, macOS és Windows operációs rendszeren egyaránt használható. A fejlesztők célkitűzése egy professzionális, gyors és funkciógazdag szoftver megalkotása.